# Mikky Ekko

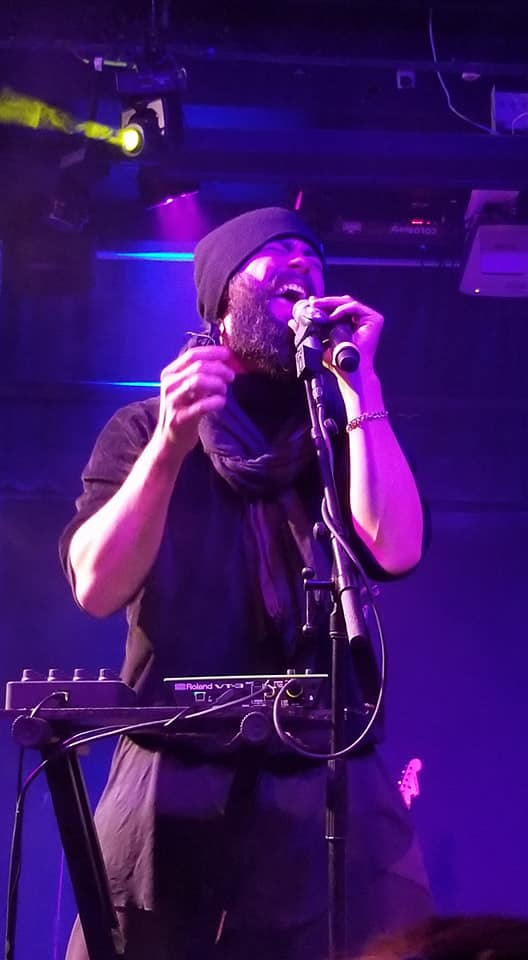
Mikky Ekko (2018)

Mikky Ekko (* 17. Dezember 1984 in Nashville; eigentlich John Stephen Sudduth) ist ein US-amerikanischer Sänger, Songwriter und Musikproduzent. Er wurde international bekannt durch das Lied Stay, das er zusammen mit Rihanna sang.

## Leben und Wirken
Mikky Ekko wurde als John Stephen Sudduth in Louisiana als Sohn eines Priesters geboren. In seiner Jugend reisten Ekko und sein Vater wie Nomaden durch Louisiana, Mississippi und den Rest des Deep South. Nachdem sie sich in der Music City Nashville in Tennessee niedergelassen hatten, spielte er in mehreren Bands und etablierte sich als Songschreiber für andere Musiker, begann aber bald an eigenen Songs zu arbeiten. 2009 gehörte er zum Line-up des in Nashville gegründeten Musikerkollektivs Ten Out of Tenn.
Seine erste Veröffentlichung war 2009 die EP Strange Fruit, die weitestgehend a cappella aufgenommen worden war. Es folgten im gleichen Jahr weitere Single-Veröffentlichungen. Dabei wurde der Hip-Hop-Produzent Clams Casino durch den Song Who Are You, Really? auf ihn aufmerksam. Daraufhin arbeitete er mit Ekko zusammen an der 2012 veröffentlichten Single Pull Me Down, die später noch von Ryan Hemsworth geremixt wurde. Ekko hat zwei weitere Singles im Jahr 2012 veröffentlicht: Feels Like the End und We Must Be Killers, welche in der zweiten Staffel der Fernsehserie Teen Wolf verwendet wurde.
Seinen größten Erfolg hatte Ekko bisher als Gastmusiker mit dem Song Stay von Rihanna, bei dem er ein Duett mit ihr sang. Der Song ist Bestandteil des 2012 veröffentlichten Rihanna-Albums Unapologetic.
Für sein Debütalbum „TIME“ arbeitete Ekko mit Clams Casino sowie vielen anderen bekannten Produzenten wie Paul Epworth, Justin Parker und David Sitek zusammen. Es erschien im September 2015.
Ekko steht beim Musiklabel RCA Records in New York City unter Vertrag.

## Diskografie

### EPs
- 2009: Strange Fruit (Catapult)
- 2010: Reds (Colour & Sound Collective)
- 2010: Blues (Colour & Sound Collective)

### Singles als Leadmusiker
- 2012: We Must Be Killers (RCA Records)
- 2012: Feels Like the End (RCA Records)
- 2012: Pull Me Down (RCA Records)

### Singles als Gastmusiker
| Jahr | Titel Album            | Höchstplatzierung, Gesamtwochen, AuszeichnungChartplatzierungen (Jahr, Titel, Album, Platzierungen, Wochen, Auszeichnungen, Anmerkungen) | Höchstplatzierung, Gesamtwochen, AuszeichnungChartplatzierungen (Jahr, Titel, Album, Platzierungen, Wochen, Auszeichnungen, Anmerkungen) | Höchstplatzierung, Gesamtwochen, AuszeichnungChartplatzierungen (Jahr, Titel, Album, Platzierungen, Wochen, Auszeichnungen, Anmerkungen) | Höchstplatzierung, Gesamtwochen, AuszeichnungChartplatzierungen (Jahr, Titel, Album, Platzierungen, Wochen, Auszeichnungen, Anmerkungen) | Höchstplatzierung, Gesamtwochen, AuszeichnungChartplatzierungen (Jahr, Titel, Album, Platzierungen, Wochen, Auszeichnungen, Anmerkungen) | Anmerkungen                                                               |
| Jahr | Titel Album            | DE | AT | CH | UK | US | Anmerkungen                                                               |
| --- | ---------------------- | --- | --- | --- | --- | --- | ------------------------------------------------------------------------- |
| 2012 | Paint It Red –         | — | — | — | — | — | Erstveröffentlichung: 4. Mai 2012 Two Inch Punch feat. Mikky Ekko         |
| 2013 | Stay Unapologetic      | DE2 ×3Dreifachgold · (38 Wo.)DE | AT5 (22 Wo.)AT | CH2 (38 Wo.)CH | UK4 ×4Vierfachplatin · (31 Wo.)UK | US3 ×2Diamant + Doppelplatin · (32 Wo.)US                                                                                                | Erstveröffentlichung: 7. Januar 2013 Rihanna feat. Mikky Ekko             |
| 2013 | One Voice –            | — | — | — | — | — | Erstveröffentlichung: 4. November 2013 David Guetta feat. Mikky Ekko      |
| 2014 | Stranger –             | — | — | — | UK45 (1 Wo.)UK | — | Erstveröffentlichung: August 2014 Chris Malinchak feat. Mikky Ekko        |
| Folgende Lieder erschienen nicht als Single, wurden aber durch das Album zum Download und Streaming bereitgestellt und konnten somit eine Platzierung erlangen: |                        | | | | | |                                                                           |
| |                        | | | | | |                                                                           |
| 2024 | Red Sky American Dream | — | — | — | — | US57 (2 Wo.)US | Charteinstieg: 27. Januar 2024 21 Savage feat. Mikky Ekko & Tommy Newport |